# Jacob Abbott
Jacob Abbott (Hallowell, 14 de novembro de 1803 – Farmington, 31 de outubro de 1879) foi um clérigo e escritor norte-americano. Prolífico e popular autor de histórias para a juventude, publicou mais de duzentos volumes, incluindo Harper's Story Books (36 volumes), The Rollo Books (28 volumes) e uma série de biografias em parceria com seu irmão John Stevens Cabot Abbott.